# Avicularia minatrix
Avicularia minatrix là một loài nhện trong họ Theraphosidae và thuộc chi Avicularia. Loài này phân bố ở Venezuela.

## Hình ảnh

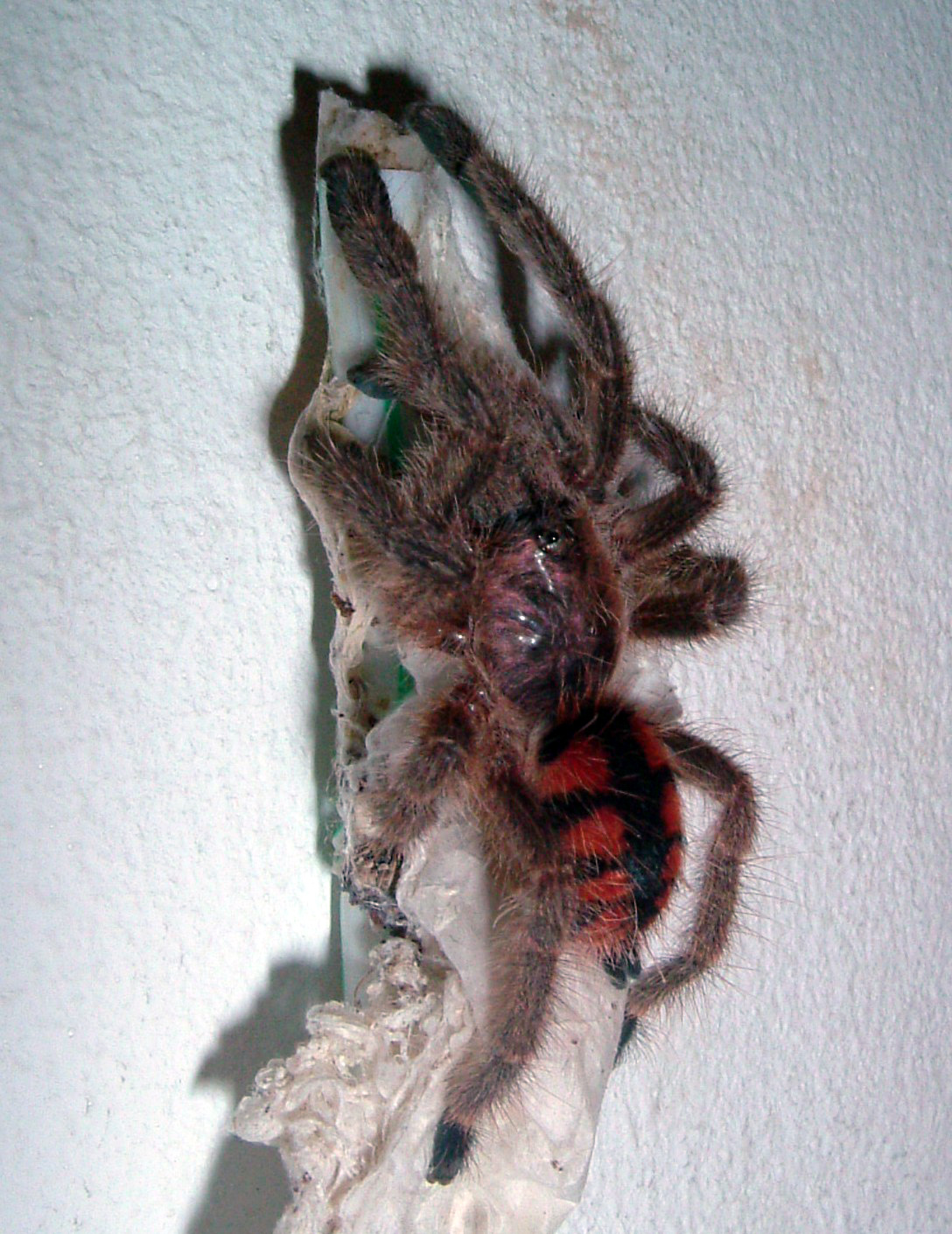
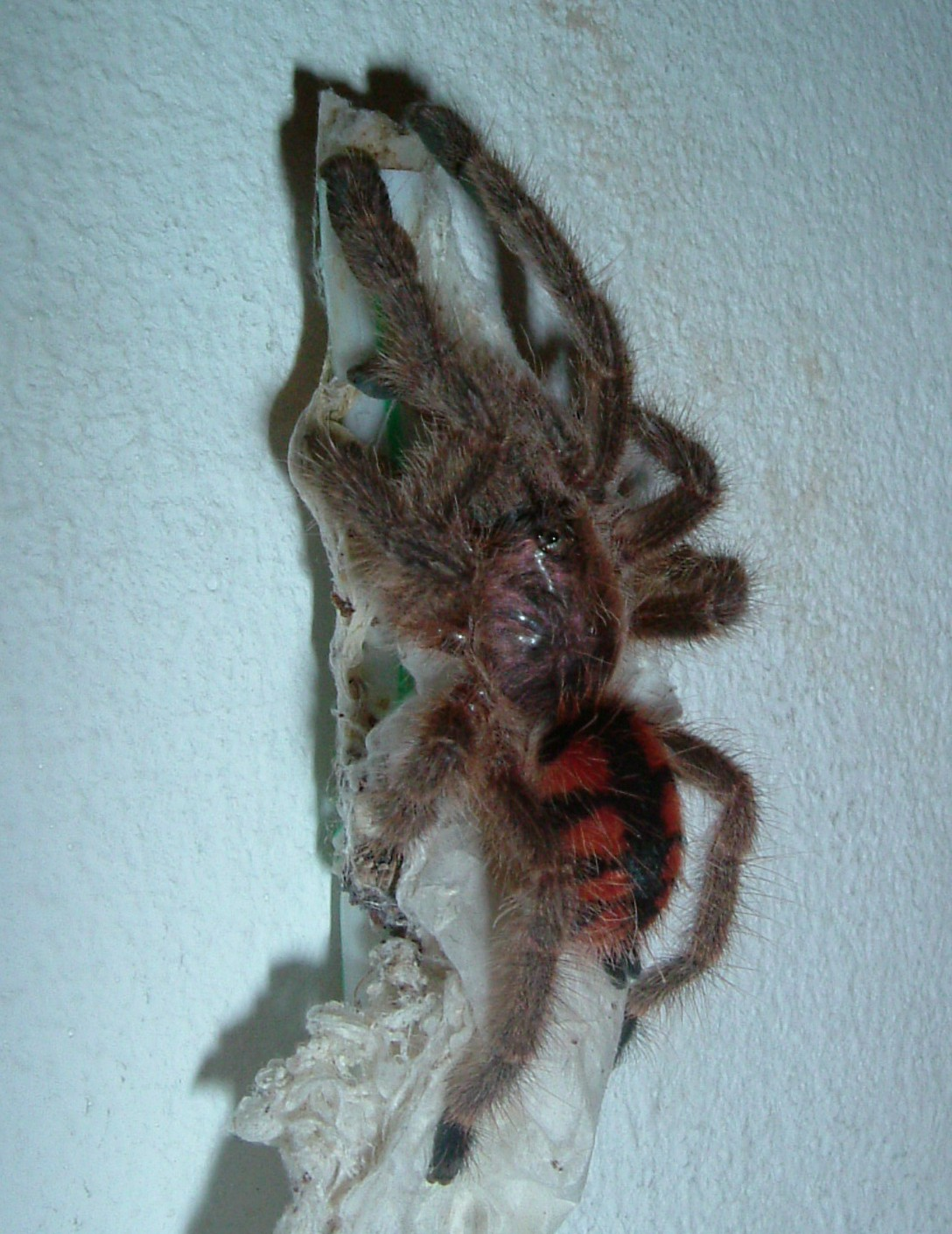